# Estação Ferroviária de Leixões
A Estação Ferroviária de Leixões é uma interface da Linha de Leixões, que serve o Porto de Leixões, no  distrito do Porto, em Portugal. Foi inaugurada em 1938.

## Caracterização

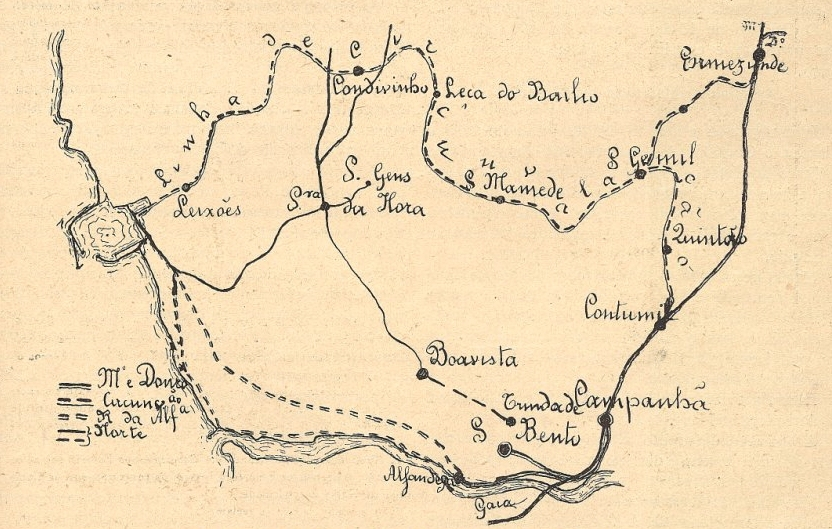
Mapa da Linha de Leixões, e do projecto abandonado da linha da Alfândega até Leixões.

Em 2010, possuía apenas uma via de circulação, com 1100 m de comprimento, e uma plataforma, que apresentava 118 m de extensão e 30 cm de altura.

## História

### Antecedentes e planeamento
Já em 1857, o Rei D. Pedro V tinha proposto a construção de um porto na zona de Leixões, que devia ser servido por uma linha férrea. Em 1877, o Sindicato Portuense apresentou um projecto para ligar Leixões à rede do Minho e Douro por meio de um canal, obra que foi aprovada por um despacho de 1887, mas não tenha chegado a ser executada.
Uma comissão que foi formada para estudar a construção de um porto artificial em Leixões propôs duas soluções para a ligação entre o terminal portuário e a rede ferroviária: a primeira seria prolongar o Ramal da Alfândega até Leixões ao longo do litoral da cidade do Porto, enquanto que a segunda era a construção de um ramal a partir da Estação de Ermesinde, na Linha do Minho. Do ponto de vista técnico, a segunda hipótese era muito melhor, mas enfrentou a oposição da Associação Comercial do Porto, porque receava que este ramal iria retirar importância à cidade do Porto. Assim, inicialmente foi seleccionada a opção pela Alfândega, mas o projecto não avançou devido a problemas financeiros, e à mudança de gestão do porto de Leixões, que passou a ser explorado pela Companhia das Docas e dos Caminhos de Ferro Peninsulares. Esta empresa reiniciou o projecto da Alfândega a Leixões, mas as obras não chegaram a avançar devido à crise económica de 1891 e à instabilidade política.
Entretanto, foi construído um caminho de ferro de via estreita desde as pedreiras de São Gens até Leixões, para transportar as pedras para os molhes do porto. O porto de Leixões entrou ao serviço em Outubro de 1892.
Em 1897 ainda foi feito um novo projecto para a linha da Alfândega a Leixões, mas foi preterido pelo Conselho Superior de Obras Públicas, que o considerou demasiado caro, tendo em vez disso retomado a ideia de fazer o ramal a partir da Linha do Minho, com o nome de Linha de Circunvalação do Porto, aproveitando parte do canal da linha das pedreiras. Para o caso desta proposta não ser aceite, o Conselho Superior também apresentou uma versão modificada da linha da Alfândega a Leixões. Durante a fase dos estudos para o futuro Plano da Rede Complementar ao Norte do Mondego, ambas as propostas foram contempladas, tendo-se escolhido a opção da Linha de Circunvalação, a sair da futura Estação de Contumil, na Linha do Minho. Desta forma, o Conselho de Administração dos Caminhos de Ferro do Estado ordenou a elaboração do projecto para a nova linha.
No entanto, nesta altura voltou a ressurgir a ideia da linha a partir da Alfândega, ainda defendida pela Associação Comercial do Porto, e em 1902, vários comerciantes da cidade apresentaram uma proposta para financiar a construção da linha. Por motivos estéticos, o traçado foi alterado de forma a passar menos pelo litoral, mas o projecto foi rejeitado por ser absurdo do ponto de vista técnico, e por ser muito caro. Assim, foi feito um novo plano, aprovado por uma portaria de 1906, mas nunca concretizado devido à oposição da Companhia das Docas e dos Caminhos de Ferro Peninsulares.
Desta forma, retomou-se o projecto da Linha de Circunvalação, que foi aprovado em 4 de Julho de 1905.

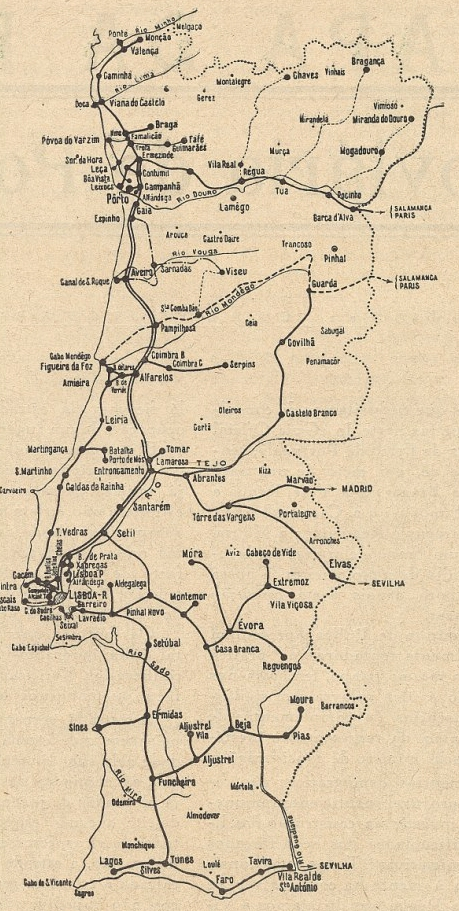
Mapa da rede ferroviária em meados do Século XX, incluindo a Linha de Leixões

### Construção e inauguração
A primeira empreitada da Linha foi adjudicada ainda em 25 de Setembro desse ano, mas as obras encontraram grandes dificuldades, tendo chegado a estar paralisadas durante grandes períodos de tempo. Esta interrupção foi em parte causada pela interferência de Pedro de Araújo, do Partido Progressista, que defendia a continuação do ramal da Alfândega, e devido a várias alterações no projecto. Os trabalhos foram retomados em 1931 e foram concluídos em 1938, ano em que também foi terminada a construção da Doca n.º 1 de Leixões.
Uma portaria de 28 de Dezembro de 1934 do Ministério das Obras Públicas e Comunicações aprovou o projecto para a estação de Leixões, apresentado pela Direcção Geral de Caminhos de Ferro. Um despacho de 1935 do Ministério das Obras Públicas e Comunicações adjudicou a empreitada n.º 7 da Linha de Cintura do Porto, no valor de 1.460.000$00, referente à estação de Leixões; esta empreitada era composta pelas terraplanagens, obras de arte correntes, o edifício de passageiros, plataformas, cais de mercadorias e para carvão, muros de suporte e serventias na via férrea e estrada de acesso, barracões para albergar as máquinas e as carruagens, habitações para pessoal, vedações, e uma tomada de água.
Um diploma do Ministério das Obras Públicas e Comunicações, publicado no Diário do Governo n.º 240, II Série, de 13 de Outubro de 1937, aprovou a expropriação de duas parcelas de terreno na estação de Leixões, para a construção de habitações para o pessoal do serviço de tracção. Outro diploma do Ministério das Obras Públicas e Comunicações, publicado no Diário do Governo n.º 70, II Série, de 26 de Março de 1938, aprovou o projecto para o acesso à estação de Leixões e o correspondente orçamento.
Em 20 de Julho de 1938, entrou ao serviço o primeiro troço da Linha de Leixões, entre as estações de Leixões e de Serpa Pinto, e em 18 de Setembro a via foi prolongada até Contumil, na Linha do Minho, completando a Linha de Leixões. A ligação à rede ferroviária nacional de via larga trouxe um grande desenvolvimento ao terminal portuário, que até então apenas estava ligado por uma linha de via estreita («pequena e desadequada»), afirmando-o como um grande porto comercial. No entanto, na altura da inauguração a via férrea terminava na estação, sem continuar até à doca de Leixões, o que reduziu consideravelmente a sua utilidade, embora já possibilitasse a circulação de comboios de passageiros.
Um diploma do Ministério das Obras Públicas e Comunicações, publicado no Diário do Governo n.º 185, II Série, de 11 de Agosto de 1938, autorizou o contrato com a firma alemã Joseph Vögele para a instalação de quatro placas para inversão de locomotivas, das quais uma era para Leixões.

### Década de 1970
Em 29 de Dezembro de 1971, ocorreu uma reunião entre a administração do Porto de Leixões e a Companhia dos Caminhos de Ferro Portugueses, onde a administração informou que, para o desenvolvimento do terminal portuário, seria necessário ocupar as instalações e os terrenos que a operadora ferroviária tinha na zona do porto.

### Década de 1990
Nos anos 90, a Linha de Leixões foi modernizada no âmbito do projecto do Nó Ferroviário do Porto, que procurava desenvolver as linhas no interior e nos arredores da cidade do Porto. Este programa contemplou a renovação e electrificação da via férrea, a qual foi concretizada em 1998. Em 1993, entrara ao serviço o serviço Transibérico, para o transporte de mercadorias por via ferroviária entre Leixões, Lisboa e Barcelona.

### Século XXI
Em 2009 foi reinstituído serviço de passageiros na Linha de Leixões entre Leça e Ermesinde, prevendo-se uma futura continuação até Leixões;[carece de fontes?]; este prolongamento não chegou porém a ser concretizado, tendo este serviço sido encerrado em inícios de 2011.
Em 10 de Maio de 2016, a Takargo iniciou a circulação de comboios de contentores entre Lisboa e o Porto de Leixões.